# Selenistis
Selenistis là một chi bướm đêm thuộc họ Noctuidae.